# L'Âne (Machiavel)
L'Âne d'or
Pour les articles homonymes, voir L'Âne (homonymie).
L'Âne, également connu sous le titre L'Âne d'or, est un poème satirique et une fable politique de Nicolas Machiavel écrit en 1517 et publié en 1549 à Florence.

## Présentation
L'Âne est relativement méconnu par rapport à une œuvre majeure comme Le Prince ou même à La Mandragore. Machiavel entreprend l'écriture du poème vers 1517 mais ne le termine pas. En 1549, vingt-deux ans après sa mort, le texte est publié en l'état. Interrompu avant la « métamorphose », il ne décrit pas les aventures de l'âne, malgré son titre.
Voltaire présentait le poème ainsi en 1764 : 

« On connaît peu l'Âne de Machiavel. Les dictionnaires qui en parlent disent que c'est un ouvrage de sa jeunesse ; il paraît pourtant qu'il était dans l'âge mûr, puisqu'il parle des malheurs qu'il a essuyés autrefois et très longtemps. L'ouvrage est une satire de ses contemporains. L'auteur voit beaucoup de Florentins, dont l'un est changé en chat, l'autre en dragon, celui-ci en chien qui aboie à la lune, cet autre en renard qui ne s'est pas laissé prendre. Chaque caractère est peint sous le nom d'un animal, Les factions des Médicis et de leurs ennemis y sont figurées sans doute ; et qui aurait la clef de cette apocalypse comique saurait l'histoire secrète du pape Léon X et des troubles de Florence. Ce poème est plein de morale et de philosophie. »

— Voltaire, Dictionnaire philosophique.

## Contexte

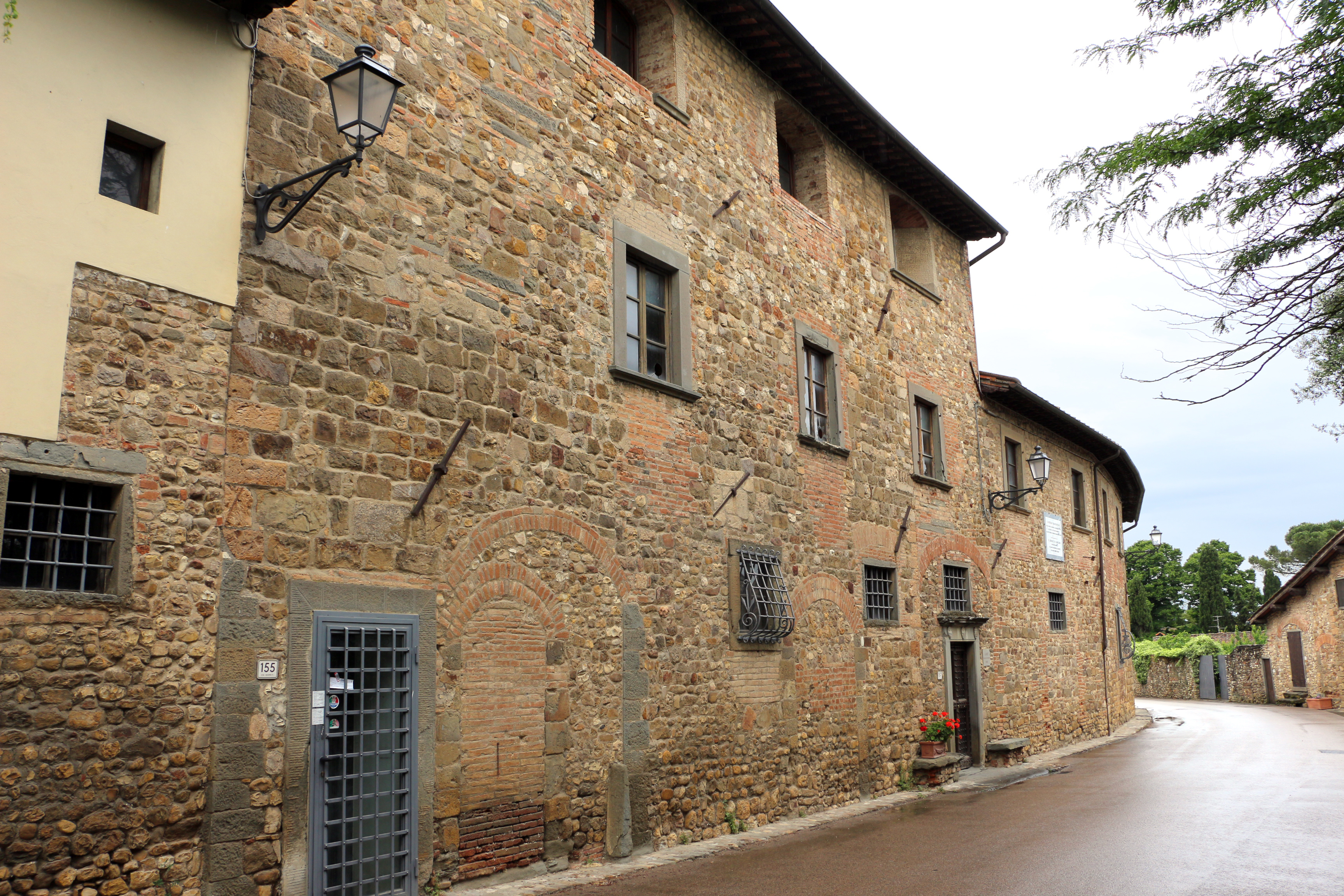
Maison de Machiavel à

En 1513, soupçonné d'avoir participé à une conjuration, Machiavel est arrêté et emprisonné. Amnistié lors de l'accession de Léon X au trône papal, il se retire dans sa maison (it) de Sant'Andrea in Percussina (it), hameau de la commune de San Casciano in Val di Pesa où il écrit Le Prince qu'il dédie à Laurent II de Médicis, tentant de retrouver une place dans la vie politique de Florence. Il écrit également les Discours sur la première décade de Tite-Live et l'Art de la guerre qu'il dédie à Rucellai qu'il retrouve avec d'autres érudits lors des rencontres littéraires des Orti Oricellari. En 1515, il rédige la nouvelle Belphégor archidiable (it) et la comédie La Mandragore.
Quand il entreprend d'écrire l'Âne, Machiavel se trouve écarté des affaires politiques de Florence, condamné à une forme d'exil. Blessé par l'ingratitude qu'il ressent, il songe à la vengeance. C'est une situation similaire qui conduisit Dante à écrire la Divine Comédie deux siècles plus tôt et qui amène Machiavel à former le projet d'écrire une fable politique à laquelle il donnera la structure d'une nouvelle Commœdia en terzina dantesca dont il sera le protagoniste.
Les avis divergent sur la datation de la composition de l'œuvre. Pour certains auteurs le poème a été écrit en 1517. D'autres avancent l'hypothèse d'une composition en deux temps : Machiavel aurait écrit les cinq premiers chapitres entre la fin de 1512 et le début de 1513 et les trois derniers après 1514. L'asino, Belfagor et d'autres œuvres sont publiées chez Bernardo Giunti à Florence en 1549.

## Sources

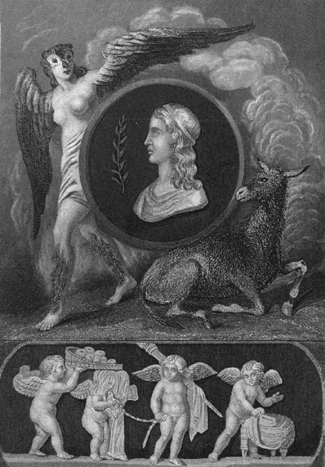
Frontispice de l'édition de la bibliothèque de Bonn (1902) des Œuvres d'Apulée : portrait d'Apulée, flanqué de Pamphile se changeant en hibou et de Lucius métamorphosé en âne.

La culture humaniste de la Renaissance italienne se nourrit abondamment des textes de la littérature grecque antique et de  la littérature latine de la Rome antique. Au XVIe siècle, deux œuvres littéraires du IIe siècle portant le même titre que le poème de Machiavel jouissent d'une grande célébrité. La plus fameuse est celle, en latin, d'Apulée. Elle est intitulée, tantôt Métamorphoses, tantôt les Milesiennes, et le plus souvent l'Âne d'or. La seconde, en grec, a pour titre la Luciade ou l'Âne (it). Elle est attribuée, probablement par erreur, à Lucien de Samosate et est aujourd'hui considérée comme apocryphe. Le succès du Pseudo-Lucien est tel que les spécialistes parlent de « lucianisme ». Les deux textes semblent avoir pour origine celui de Lucius de Patras dont n'est connu que le nom et sa qualité d'auteur de l'Âne, mentionné dans sa Bibliothèque par Photios. Les deux textes font l'objet de nombreuses éditions et rééditions au cours des XVe et XVIe siècles. Celui d'Apulée est adapté en italien par Matteo Maria Boiardo à la fin du XVe siècle, reprenant cependant la fin triviale de Lucien. Au milieu du XVIe siècle, il est réécrit avec la fin édifiante d'Apulée par Agnolo Firenzuola,.
En dehors de l'idée de métamorphose et du titre, l'Âne de Machiavel, qui ne sera d'or que plus tard, n'a rien de commun avec ces textes. Comme par la suite La Fontaine dans les Compagnons d'Ulysse et Fénelon dans le Dialogue des morts qui a pour titre Ulysse et Grillus, Machiavel s'inspire avant tout du dialogue de Plutarque intitulé Si les animaux sont doués de raison. Mais aussi du livre XIV des Métamorphoses d'Ovide, du livre X de l'Odyssée d'Homère et enfin de la Divine Comédie de Dante,.